# Fosforite
Fosforite é uma rocha sedimentar cujo teor de minerais fosfatados a torna economicamente interessante. Geralmente trata-se de uma rocha estratificada de origem marinha, composta de fluoroapatita carbonatada e microcristalina, na forma de lâminas, nódulos, oólitos e fragmentos de ossos e conchas.